# Chất dẻo sinh học
Chất dẻo sinh học là chất dẻo có nguồn gốc từ các nguồn sinh khối tái tạo, như Chất béo thực vật, tinh bột ngô, hoặc vi sinh. chất dẻo sinh học có thể được làm từ các phụ phẩm nông nghiệp và cũng có thể từ chai nhựa đã qua sử dụng và các dụng cụ chứa khác sử dụng vi sinh vật. Chất dẻo phổ biến, như các loại nhiên liệu hoá thạch (còn gọi là polyme dựa vào dầu khí), có nguồn gốc từ dầu mỏ hoặc khí thiên nhiên. Sản xuất các loại nhựa như vậy có xu hướng đòi hỏi nhiều nhiên liệu hoá thạch hơn và sản xuất ra nhiều khí nhà kính hơn so với sản xuất nhựa sinh học. Một số, nhưng không phải tất cả, nhựa sinh học được thiết kế để phân hủy sinh học. Nhựa phân hủy sinh học có thể phân hủy trong môi trường không khí hoặc aerobic, tùy thuộc vào cách chúng được sản xuất. Chất dẻo sinh học có thể bao gồm tinh bột, xenlulozơ, nhựa sinh học và nhiều loại vật liệu khác.
Ghi chú 1: Chất dẻo sinh học thường được sử dụng như là đối nghịch với dạng polymer thu được từ các tài nguyên hóa thạch.
Ghi chú 2: Chất dẻo sinh học gây nhầm lẫn bởi vì nó cho thấy rằng bất kỳ polyme nào thu được từ sinh khối đều  thân thiện với môi trường.
Ghi chú 3: Việc sử dụng thuật ngữ "chất dẻo sinh học" là không khuyến khích. Sử dụng biểu thức"polymer" dựa trên ý nghĩa sinh học".

## Các ứng dụng

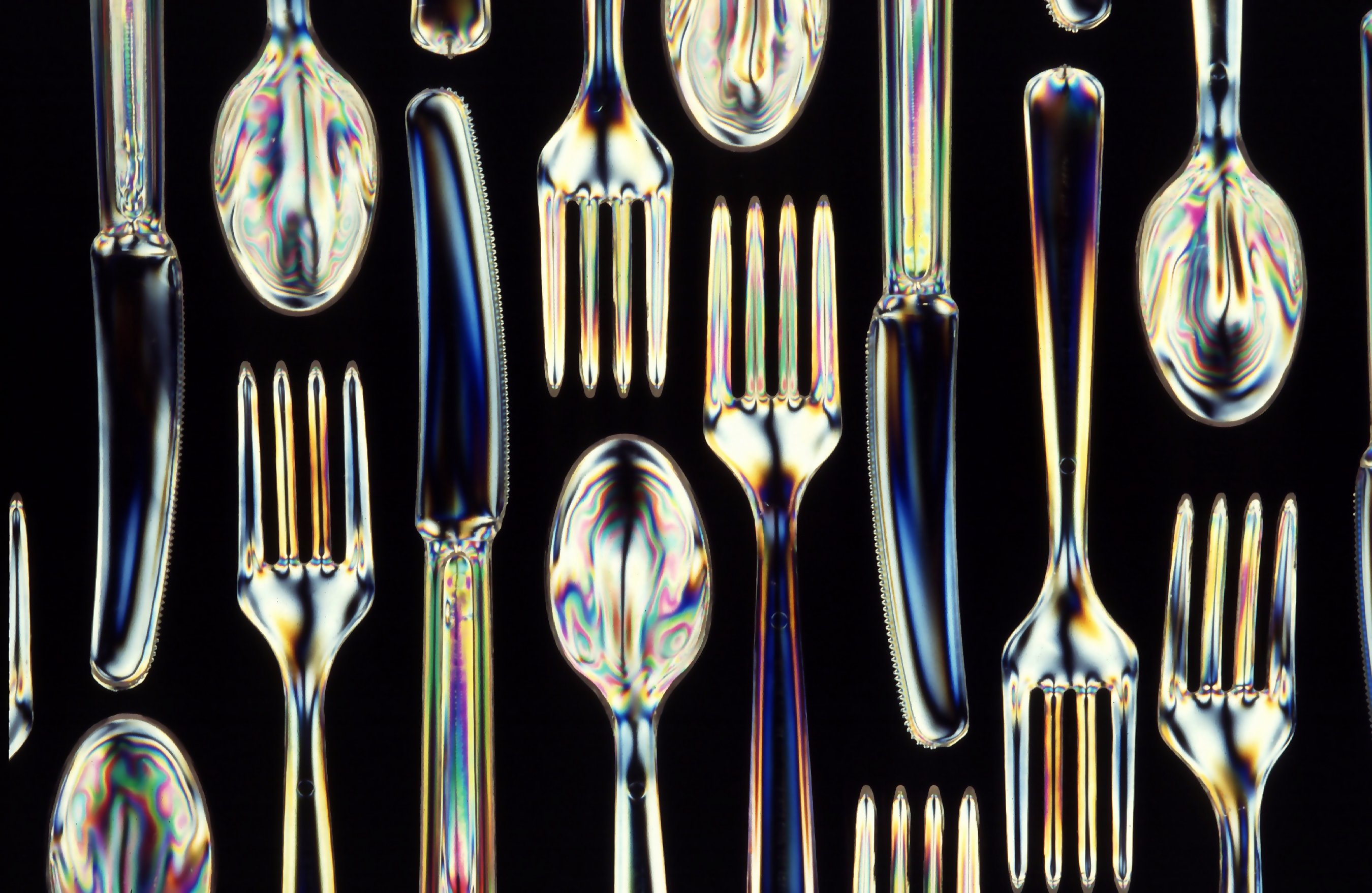
Đồ dùng bếp làm từ nhựa có thể phân hủy bởi sinh vật.

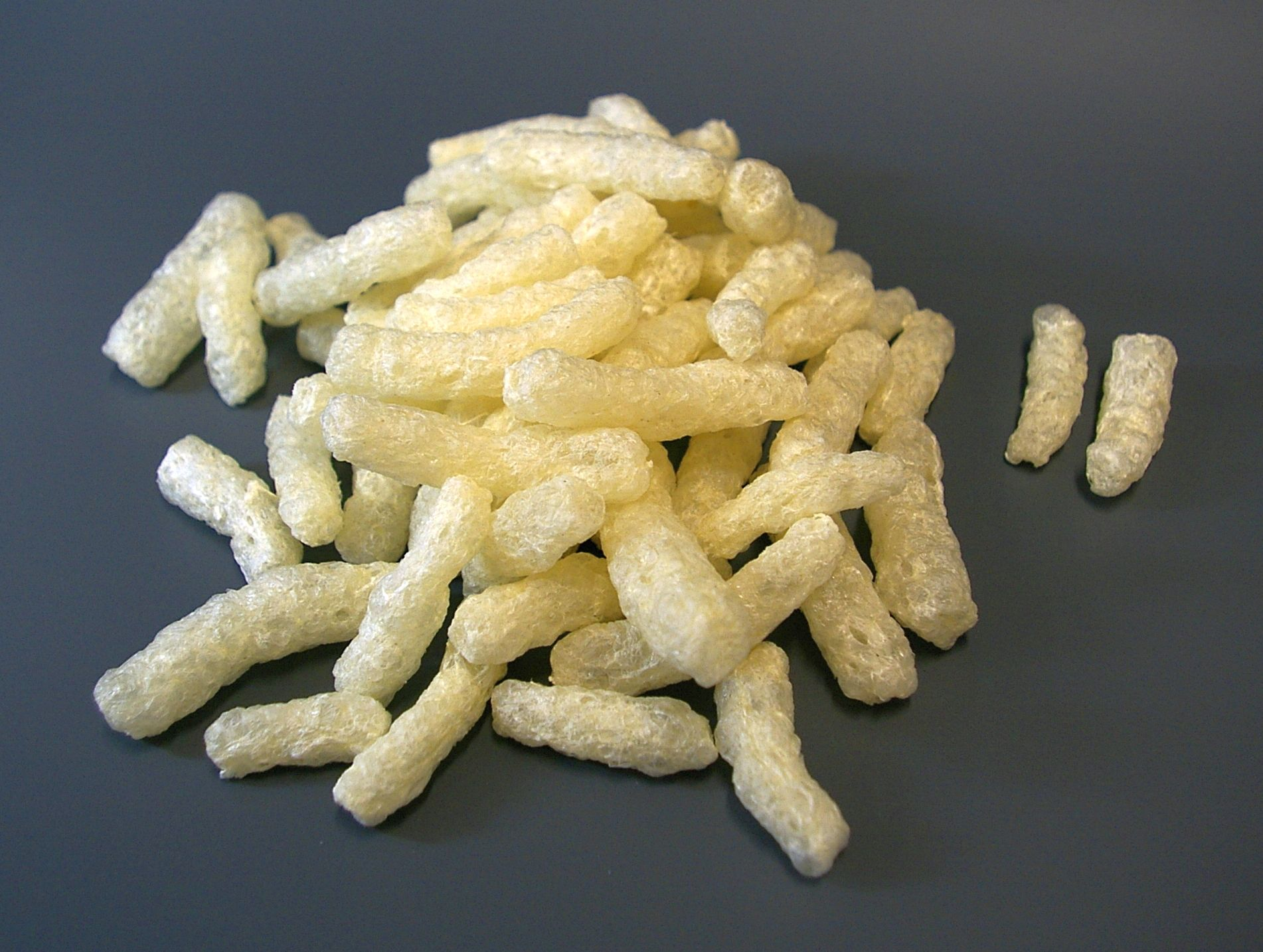
Bao bì từ nhựa sinh học

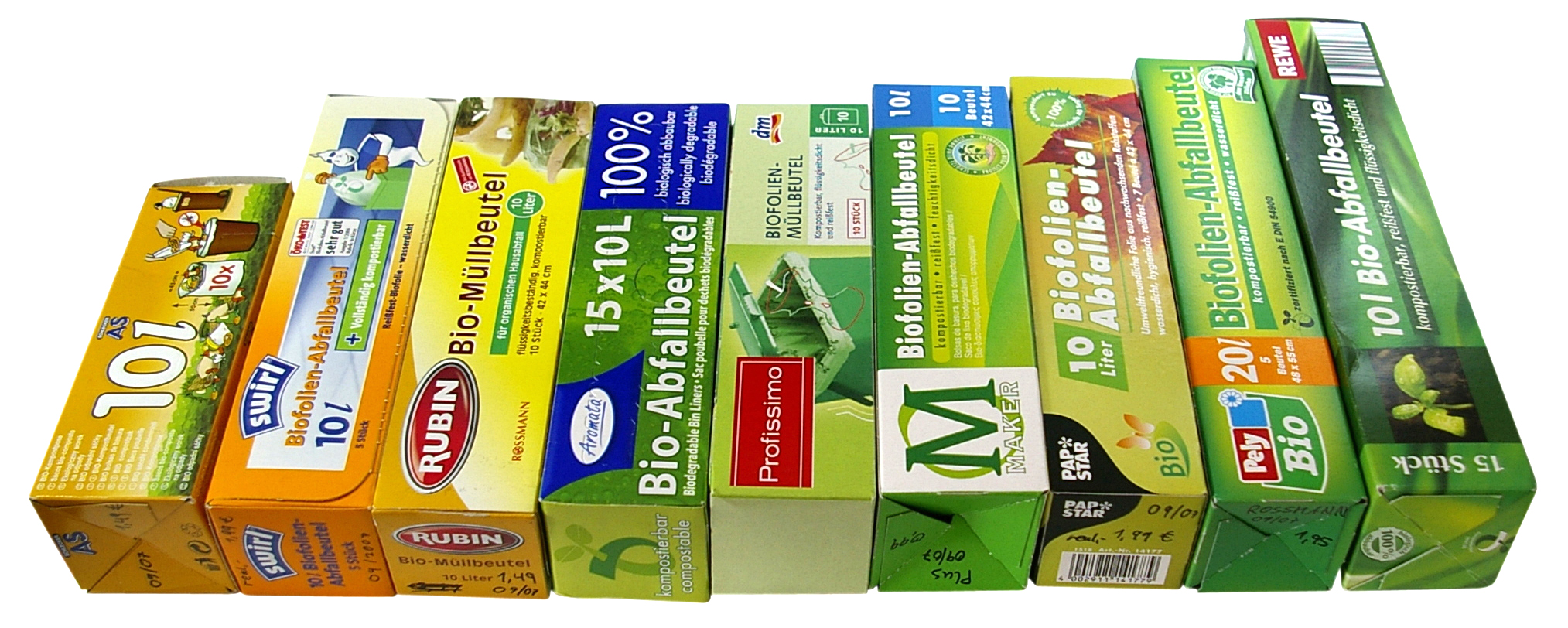
Bao bì từ nhựa sinh học

Chất dẻo sinh học được sử dụng cho các vật dụng dùng một lần, chẳng hạn như bao bì,ly,hũ,dao kéo,chậu,bát và ống hút,... Chúng cũng thường được sử dụng cho các túi, khay, hộp đựng hoa quả và rau quả và các hộp trứng, bao bì thịt, rau, và đóng chai đồ uống có cồn, nước giải khát và các sản phẩm từ sữa.
Những chất dẻo này cũng được sử dụng trong các ứng dụng không dùng một lần bao gồm vỏ điện thoại, sợi thảm, nội thất xe dùng để cách điện, đường ống nhiên liệu và đường ống nhựa. Các loại nhựa sinh học điện phân mới đang được phát triển có thể được sử dụng để mang điện. Trong những lĩnh vực này, mục đích không phải là khả năng phân huỷ sinh học, mà còn tạo ra các sản phẩm từ các nguồn tài nguyên bền vững.
Cấy ghép y khoa bằng PLA (acid polylactic) tan trong cơ thể, có thể giúp bệnh nhân duy trì hoạt động thứ hai. Các màng có thể làm phân compost cũng có thể được sản xuất từ polyme tinh bột và được sử dụng trong nông nghiệp. Những bộ phim này không cần phải thu hồi sau khi sử dụng trên đồng ruộng.Ceresana Research. "Ceresana Research – Market Study Bioplastics". Ceresana.com. Truy cập ngày 14 tháng 8 năm 2011.</ref>
Biopolyme có sẵn như là chất phủ cho giấy chứ không phải là phổ biến hơn những lớp sơn hóa dầu.<ref>Khwaldia, Khaoula; Elmira Arab-Tehrany; Stephane Desobry (2010). "Biopolymer Coatings on Paper Packaging Materials". Comprehensive Reviews in Food Science and Food Safety. Quyển 9 số 1. tr. 82–91. doi:10.1111/j.1541-4337.2009.00095.x. Truy cập ngày 9 tháng 3 năm 2015.